# Кравчик Євген Віталійович
Євге́н Віта́лійович Кра́вчик (11 серпня 1982—27 січня 2015) — солдат Збройних Сил України, учасник російсько-української війни.

## З життєпису
Кулеметник, 20-й окремий мотопіхотний батальйон, 93-а окрема механізована бригада.
27 січня 2015-го загинув поблизу Верхньоторецького під час мінометного обстрілу терористами.
Похований в Дніпрі.

## Нагороди та вшанування
- Указом Президента України № 311/2015 від 4 червня 2015 року, «за особисту мужність і високий професіоналізм, виявлені у захисті державного суверенітету та територіальної цілісності України, вірність військовій присязі», нагороджений орденом «За мужність» III ступеня (посмертно)[1].
- Вшановується в меморіальному комплексі «Зала пам'яті», в щоденному ранковому церемоніалі 27 січня[2][3].